# Puchar CEV w piłce siatkowej mężczyzn (2001/2002)
Puchar CEV siatkarzy 2001/2002 – 22. sezon Pucharu CEV rozgrywanego od 1980 roku, organizowanego przez Europejską Konfederację Piłki Siatkowej (CEV) w ramach europejskich pucharów dla męskich klubowych zespołów siatkarskich „starego kontynentu”.

## System rozgrywek
Rozgrywki toczyły się najpierw od fazy kwalifikacyjnej, z której zwycięzcy zagrali w fazie grupowej po 4 zespoły w każdej grupie. Zespoły z pierwszych miejsc zagrały w kolejnym etapie. W 1/8 finału i ćwierćfinałach drużyny podzielone zostały na pary. Każda z par rozegrała po dwa spotkania. O awansie decydowały kolejno: liczba wygranych spotkań, liczba wygranych setów, liczba zdobytych małych punktów. Zwycięzcy ćwierćfinałów awansowali do turnieju finałowego, w którym rozegrano półfinały, mecz o 3. miejsce i finał.

## Drużyny uczestniczące
| Państwo    | Kluby                          |
| ---------- | ------------------------------ |
| Białoruś   | Kamunalnik Grodno              |
| Chorwacja  | OK Varaždin                    |
| Cypr       | Dionysos Strumbi               |
| Cypr       | Pafiakos Pafos                 |
| Dania      | Holte IF                       |
| Dania      | Middelfart VK                  |
| Francja    | Stade Poitevin Poitiers        |
| Grecja     | AS Aris                        |
| Hiszpania  | CV Guaguas Las Palmas          |
| Izrael     | Maccabi Tel Awiw               |
| Macedonia  | Lirija Zerovjane               |
| Portugalia | CD Nacional                    |
| Rosja      | Lokomotiw-Biełogorje Biełgorod |
| Rumunia    | Deltacons Tulcza               |
| Słowenia   | Maribor                        |
| Szwajcaria | Lausanne UC                    |
| Turcja     | Ziraat Bankası                 |
| Ukraina    | Jurydyczna akademіja Charków   |
| Ukraina    | Zarewo Makiejewka              |
| Węgry      | Dunaferr SE                    |
| Węgry      | Vegyész RC Kazincbarcika       |

| Państwo              | Kluby                            |
| -------------------- | -------------------------------- |
| Albania              | Studenti Tirana                  |
| Albania              | Teuta Durrës                     |
| Austria              | VT Tiroler Wasserkraft Innsbruck |
| Azerbejdżan          | Azeroil Baku                     |
| Bośnia i Hercegowina | OK Bosna Sarajewo                |
| Bośnia i Hercegowina | OK Kakanj                        |
| Bułgaria             | CSKA Royal Cake Sofia            |
| Cypr                 | Anorthosis Famagusta             |
| Cypr                 | Nea Salamina Famagusta           |
| Dania                | Aalborg HIK                      |
| Estonia              | ESS Falck Pärnu                  |
| Gruzja               | VC Tbilisi                       |
| Izrael               | Hapoel Jo’aw Kefar Sawa          |
| Luksemburg           | VC Mamer                         |
| Łotwa                | Poliurs Ozolnieki                |
| Macedonia            | Speranța Kiszyniów               |
| Norwegia             | Brøstadbotn IL                   |
| Szwecja              | Hylte VBK                        |
| Węgry                | Papiron SC Szeged                |

| Państwo              | Kluby                      |
| -------------------- | -------------------------- |
| Austria              | SK Zadruga Aich/Dob        |
| Austria              | Uniqa Salzburg             |
| Belgia               | Amber Antwerpen            |
| Białoruś             | Zapadnyj Bug Brześć        |
| Bośnia i Hercegowina | OK Sinpos Sarajewo         |
| Czechy               | Chance Odolena Voda        |
| Czechy               | VSC Fatra Zlín             |
| Finlandia            | Salon Piivolley            |
| Francja              | Montpellier UC             |
| Francja              | Tourcoing LM               |
| Grecja               | AO Orestiada               |
| Grecja               | Panathinaikos AO           |
| Hiszpania            | PTV Telecom Malaga         |
| Holandia             | Alcom Capelle              |
| Holandia             | Holland Casino.Nesselande  |
| Jugosławia           | Vojvodina Novolin Nowy Sad |
| Luksemburg           | Volley 80 Pétange          |
| Niemcy               | evivo Düren                |
| Niemcy               | SCC Berlin                 |
| Rosja                | Iskra Odincowo             |
| Rosja                | Nieftjanik Jarosław        |
| Polska               | Ivett Jastrzębie Borynia   |
| Portugalia           | Esmoriz GC                 |
| Słowacja             | VK PU Prešov               |
| Słowacja             | TJ Spartak Myjava          |
| Szwajcaria           | Chênois Genève Volleyball  |
| Turcja               | Erdemirspor                |
| Turcja               | Galatasaray                |

| Państwo | Kluby                     |
| ------- | ------------------------- |
| Belgia  | VC Go Pass Brabant Lennik |
| Włochy  | Asystel Mediolan          |
| Włochy  | Casa Modena Salumi        |
| Włochy  | Noicom BreBanca Cuneo     |

## Rozgrywki

### Faza kwalifikacyjna
| Data       | Drużyna 1                         | Wynik | Drużyna 2                         | Sety                              |
| ---------- | --------------------------------- | ----- | --------------------------------- | --------------------------------- |
| 03.11.2001 | VT Tiroler Wasserkraft Innsbruck  | 3:2   | CV Guagas Las Palmas Gran Canaria | 25:21, 30:28, 23:25, 19:25, 15:10 |
| 11.11.2001 | CV Guagas Las Palmas Gran Canaria | 3:0   | VT Tiroler Wasserkraft Innsbruck  | 25:21, 25:22, 25:22               |
|            |                                   |       |                                   |                                   |
| 03.11.2001 | Holte IF                          | 3:0   | Azeroil Baku                      | 25:17, 25:18, 25:8                |
| 04.11.2001 | Holte IF                          | 3:0   | Azeroil Baku                      | 25:17, 25:12, 25:20               |
|            |                                   |       |                                   |                                   |
| 03.11.2001 | VC Mamer                          | 1:3   | Dunaferr SE                       | 11:25, 17:25, 27:25, 13:25        |
| 04.11.2001 | Dunaferr SE                       | 3:1   | VC Mamer                          | 25:14, 25:10, 22:25, 25:17        |
|            |                                   |       |                                   |                                   |
| 03.11.2001 | Anorthosis Famagusta              | 3:0   | OK Maribor                        | 12:25, 14:25, 16:25               |
| 04.11.2001 | Anorthosis Famagusta              | 2:3   | OK Maribor                        | 20:25, 25:21, 26:24, 20:25, 12:15 |
|            |                                   |       |                                   |                                   |
| 10.11.2001 | Vegyész RC Kazincbarcika          | 2:3   | Hapoel Yoav Kfar Saba             | 25:27, 28:26, 21:25, 25:10, 20:22 |
| 11.11.2001 | Vegyész RC Kazincbarcika          | 0:3   | Hapoel Yoav Kfar Saba             | 18:25, 22:25, 20:25               |
|            |                                   |       |                                   |                                   |
| 03.11.2001 | OK Varaždin                       | 3:1   | OK Bosna Sarajewo                 | 25:22, 25:22, 21:25, 26:24        |
| 10.11.2001 | OK Bosna Sarajewo                 | 2:3   | OK Varaždin                       | 18:25, 25:18, 18:25, 25:21, 9:15  |
|            |                                   |       |                                   |                                   |
| 10.11.2001 | Ziraat Bankası                    | 3:0   | Papiron SC Szeged                 | 25:18, 25:18, 25:10               |
| 11.11.2001 | Ziraat Bankası                    | 3:0   | Papiron SC Szeged                 | 25:12, 25:12, 25:10               |
|            |                                   |       |                                   |                                   |
| 03.11.2001 | Lokomotiw-Biełogorje Biełgorod    | 3:0   | OK Kakanj                         | 25:10, 25:15, 25:19               |
| 04.11.2001 | Lokomotiw-Biełogorje Biełgorod    | 3:0   | OK Kakanj                         | 25:15, 25:17, 25:23               |
|            |                                   |       |                                   |                                   |
| 10.11.2001 | Deltacons Tulcza                  | 3:0   | Brøstadbotn IL                    | 25:8, 25:8, 25:12                 |
| 11.11.2001 | Deltacons Tulcza                  | 3:0   | Brøstadbotn IL                    | 25:17, 25:23, 25:10               |
|            |                                   |       |                                   |                                   |
| 04.11.2001 | Dionysos Strumbi                  | 0:3   | ESS Falck Pärnu                   | 19:25, 11:25, 8:25                |
| 11.11.2001 | ESS Falck Pärnu                   | 3:0   | Dionysos Strumbi                  | 25:9, 25:10, 25:8                 |
|            |                                   |       |                                   |                                   |
| 03.11.2001 | CSKA Royal Cake Sofia             | 3:1   | Maccabi Tel Awiw                  | 20:25, 25:21, 25:20, 25:18        |
| 04.11.2001 | CSKA Royal Cake Sofia             | 3:0   | Maccabi Tel Awiw                  | 24:14, 25:20, 25:15               |
|            |                                   |       |                                   |                                   |
| 03.11.2001 | Poliurs Ozolnieki                 | 3:1   | Zarewo Makiejewka                 | 12:25, 25:20, 25:21, 25:21        |
| 10.11.2001 | Zarewo Makiejewka                 | 3:2   | Poliurs Ozolnieki                 | 25:17, 24:26, 25:27, 25:21, 15:12 |
|            |                                   |       |                                   |                                   |
| 05.11.2001 | Lausanne UC                       | 3:0   | VC Tbilisi                        | 25:14, 25:11, 25:22               |
| 06.11.2001 | Lausanne UC                       | 3:0   | VC Tbilisi                        | 25:15, 28:26, 25:12               |
|            |                                   |       |                                   |                                   |
| 03.11.2001 | Nea Salamina Famagusta            | 0:3   | Jurydyczna akademіja Charków      | 13:25, 19:25, 16:25               |
| 10.11.2001 | Jurydyczna akademіja Charków      | 3:0   | Nea Salamina Famagusta            | 25:17, 25:22, 25:9                |
|            |                                   |       |                                   |                                   |
| 04.11.2001 | Kommunalnik Grodno                | 3:0   | Aalborg HIK                       | 25:14, 25:17, 25:19               |
| 11.11.2001 | Aalborg HIK                       | 0:3   | Kommunalnik Grodno                | 24:26, 23:25, 15:25               |
|            |                                   |       |                                   |                                   |
| 10.11.2001 | Studenti Tirana                   | 3:1   | Lirija Zerovjane                  | 25:18, 19:25, 25:15, 25:17        |
| 11.11.2001 | Studenti Tirana                   | 3:0   | Lirija Zerovjane                  | 25:15, 25:18, 25:18               |
|            |                                   |       |                                   |                                   |
| 03.11.2001 | Pafiakos Pafos                    | 3:1   | Hylte VBK                         | 23:25, 21:25, 25:20, 17:25        |
| 11.11.2001 | Hylte VBK                         | 0:3   | Pafiakos Pafos                    | 16:25, 12:25, 27:29               |
|            |                                   |       |                                   |                                   |
| 03.11.2001 | Stade Poitevin Poitiers           | 3:0   | Speranța Kiszyniów                | 25:12, 25:9, 25:20                |
| 04.11.2001 | Stade Poitevin Poitiers           | 3:0   | Speranța Kiszyniów                | 25:16, 25:18, 25:17               |
|            |                                   |       |                                   |                                   |
| 10.11.2001 | CD Nacional                       | 3:0   | Teuta Durrës                      | 25:16, 25:14, 25:14               |
| 11.11.2001 | CD Nacional                       | 3:0   | Teuta Durrës                      | 25:18, 25:22, 25:17               |
|            |                                   |       |                                   |                                   |
| 03.11.2001 | Aris Saloniki                     | 3:0   | Middelfart VK                     | 25:16, 25:14, 25:14               |
| 11.11.2001 | Middelfart VK                     | 0:3   | Aris Saloniki                     | 21:25, 18:25, 26:28               |

### Faza główna

#### Turniej 1
Malaga
Wyniki
| Data     | Drużyna 1                 | Wynik | Drużyna 2                 | Sety                              |
| -------- | ------------------------- | ----- | ------------------------- | --------------------------------- |
| 07.12.01 | PTV Telecom Malaga        | 3:0   | Kommunalnik Grodno        | 25:19, 25:14, 25:21               |
| 07.12.01 | Holland Casino.Nesselande | 2:3   | Amber Antwerpen           | 14:25, 25:23, 14:25, 25:23, 11:15 |
| 08.12.01 | PTV Telecom Malaga        | 3:0   | Holland Casino.Nesselande | 29:27, 25:20, 25:19               |
| 08.12.01 | Kommunalnik Grodno        | 2:3   | Amber Antwerpen           | 23:25, 27:25, 20:25, 25:21, 5:15  |
| 09.12.01 | Amber Antwerpen           | 3:2   | PTV Telecom Malaga        | 25:16, 22:25, 18:25, 25:22, 17:15 |
| 09.12.01 | Holland Casino.Nesselande | 0:3   | Kommunalnik Grodno        | 12:25, 21:25, 20:25               |

Tabela
| Lp. | Drużyna                   | Pkt | Mecze | Mecze | Mecze | Sety | Sety | Sety  | Małe punkty | Małe punkty | Małe punkty |
| Lp. | Drużyna                   | Pkt | M     | W     | P     | wyg. | prz. | ratio | zdob.       | str.        | ratio       |
| --- | ------------------------- | --- | ----- | ----- | ----- | ---- | ---- | ----- | ----------- | ----------- | ----------- |
| 1   | Amber Antwerpen           | 6   | 3     | 3     | 0     | 9    | 6    | 1.500 | 329         | 292         | 1.127       |
| 2   | PTV Telecom Malaga        | 5   | 3     | 2     | 1     | 8    | 3    | 2.667 | 257         | 227         | 1.132       |
| 3   | Kommunalnik Grodno        | 4   | 3     | 1     | 2     | 5    | 6    | 0.833 | 229         | 239         | 0.958       |
| 4   | Holland Casino.Nesselande | 3   | 3     | 0     | 3     | 2    | 9    | 0.222 | 208         | 265         | 0.785       |

#### Turniej 2
Montpellier
Wyniki
| Data     | Drużyna 1                         | Wynik | Drużyna 2                         | Sety                             |
| -------- | --------------------------------- | ----- | --------------------------------- | -------------------------------- |
| 07.12.01 | evivo Düren                       | 0:3   | Montpellier UC                    | 19:25, 18:25, 20:25              |
| 07.12.01 | Nacional Funchal                  | 0:3   | CV Guagas Las Palmas Gran Canaria | 14:25, 14:25, 15:25              |
| 08.12.01 | Montpellier UC                    | 3:1   | Nacional Funchal                  | 25:17, 25:21, 22:25, 25:15       |
| 08.12.01 | CV Guagas Las Palmas Gran Canaria | 3:1   | evivo Düren                       | 25:10, 25:19, 22:25, 25:17       |
| 09.12.01 | Nacional Funchal                  | 1:3   | evivo Düren                       | 23:25, 21:25, 27:25, 18:25       |
| 09.12.01 | CV Guagas Las Palmas Gran Canaria | 3:2   | Montpellier UC                    | 25:17, 32:30, 27:29, 23:25, 15:8 |

Tabela
| Lp. | Drużyna                           | Pkt | Mecze | Mecze | Mecze | Sety | Sety | Sety  | Małe punkty | Małe punkty | Małe punkty |
| Lp. | Drużyna                           | Pkt | M     | W     | P     | wyg. | prz. | ratio | zdob.       | str.        | ratio       |
| --- | --------------------------------- | --- | ----- | ----- | ----- | ---- | ---- | ----- | ----------- | ----------- | ----------- |
| 1   | CV Guagas Las Palmas Gran Canaria | 6   | 3     | 3     | 0     | 9    | 3    | 3.000 | 294         | 223         | 1.318       |
| 2   | Montpellier UC                    | 5   | 3     | 2     | 1     | 8    | 4    | 2.000 | 281         | 257         | 1.093       |
| 3   | evivo Düren                       | 4   | 3     | 1     | 2     | 4    | 7    | 0.571 | 228         | 261         | 0.874       |
| 4   | CD Nacional                       | 3   | 3     | 0     | 3     | 2    | 9    | 0.222 | 210         | 272         | 0.772       |

#### Turniej 3
Stambuł
Wyniki
| Data     | Drużyna 1                    | Wynik | Drużyna 2                    | Sety                       |
| -------- | ---------------------------- | ----- | ---------------------------- | -------------------------- |
| 07.12.01 | Jurydyczna akademіja Charków | 1:3   | Iskra Odincowo               | 25:20, 18:25, 23:25, 17:25 |
| 07.12.01 | Galatasaray Stambuł          | 0:3   | Deltacons Tulcza             | 18:25, 18:25, 21:25        |
| 08.12.01 | Deltacons Tulcza             | 0:3   | Iskra Odincowo               | 16:25, 21:25, 18:25        |
| 08.12.01 | Galatasaray Stambuł          | 1:3   | Jurydyczna akademіja Charków | 20:25, 20:25, 25:22, 18:25 |
| 09.12.01 | Jurydyczna akademіja Charków | 3:0   | Deltacons Tulcza             | 27:25, 25:20, 25:16        |
| 09.12.01 | Iskra Odincowo               | 3:0   | Galatasaray Stambuł          | 25:20, 25:22, 25:23        |

Tabela
| Lp. | Drużyna                      | Pkt | Mecze | Mecze | Mecze | Sety | Sety | Sety  | Małe punkty | Małe punkty | Małe punkty |
| Lp. | Drużyna                      | Pkt | M     | W     | P     | wyg. | prz. | ratio | zdob.       | str.        | ratio       |
| --- | ---------------------------- | --- | ----- | ----- | ----- | ---- | ---- | ----- | ----------- | ----------- | ----------- |
| 1   | Iskra Odincowo               | 6   | 3     | 3     | 0     | 9    | 1    | 9.000 | 245         | 203         | 1.207       |
| 2   | Jurydyczna akademіja Charków | 5   | 3     | 2     | 1     | 7    | 4    | 1.750 | 257         | 239         | 1.075       |
| 3   | Deltacons Tulcza             | 4   | 3     | 1     | 2     | 3    | 6    | 0.500 | 191         | 209         | 0.914       |
| 4   | Galatasaray Stambuł          | 3   | 3     | 0     | 3     | 1    | 9    | 0.111 | 205         | 247         | 0.830       |

#### Turniej 4
Genewa
Wyniki
| Data     | Drużyna 1      | Wynik | Drużyna 2      | Sety                              |
| -------- | -------------- | ----- | -------------- | --------------------------------- |
| 07.12.01 | Tourcoing LM   | 3:0   | OK Varaždin    | 25:18, 25:23, 25:16               |
| 07.12.01 | Chênois Genewa | 1:3   | Uniqa Salzburg | 25:21, 17:25, 18:25, 22:25        |
| 08.12.01 | Tourcoing LM   | 3:0   | Uniqa Salzburg | 25:20, 25:19, 25:18               |
| 08.12.01 | OK Varaždin    | 1:3   | Chênois Genewa | 19:25, 15:25, 25:22, 16:25        |
| 09.12.01 | Uniqa Salzburg | 3:0   | OK Varaždin    | 25:16, 25:9, 25:23                |
| 09.12.01 | Chênois Genewa | 2:3   | Tourcoing LM   | 25:22, 22:25, 25:23, 17:25, 10:15 |

Tabela
| Lp. | Drużyna        | Pkt | Mecze | Mecze | Mecze | Sety | Sety | Sety  | Małe punkty | Małe punkty | Małe punkty |
| Lp. | Drużyna        | Pkt | M     | W     | P     | wyg. | prz. | ratio | zdob.       | str.        | ratio       |
| --- | -------------- | --- | ----- | ----- | ----- | ---- | ---- | ----- | ----------- | ----------- | ----------- |
| 1   | Tourcoing LM   | 6   | 3     | 3     | 0     | 9    | 2    | 4.500 | 260         | 213         | 1.221       |
| 2   | Uniqa Salzburg | 5   | 3     | 2     | 1     | 6    | 4    | 1.500 | 228         | 205         | 1.112       |
| 3   | Chênois Genewa | 4   | 3     | 1     | 2     | 6    | 7    | 0.857 | 278         | 281         | 0.989       |
| 4   | OK Varaždin    | 3   | 3     | 0     | 3     | 1    | 9    | 0.111 | 180         | 247         | 0.729       |

#### Turniej 5
Pétange
Wyniki
| Data     | Drużyna 1               | Wynik | Drużyna 2               | Sety                |
| -------- | ----------------------- | ----- | ----------------------- | ------------------- |
| 07.12.01 | VK PU Prešov            | 0:3   | Stade Poitevin Poitiers | 15:25, 22:25, 20:25 |
| 07.12.01 | Volley 80 Pétange       | 0:3   | Lausanne UC             | 17:25, 17:25, 23:25 |
| 08.12.01 | Lausanne UC             | 3:0   | VK PU Prešov            | 25:19, 25:18, 25:20 |
| 08.12.01 | Stade Poitevin Poitiers | 3:0   | Volley 80 Pétange       | 25:20, 25:15, 25:22 |
| 09.12.01 | Volley 80 Pétange       | 0:3   | VK PU Prešov            | 17:25, 11:25, 14:25 |
| 09.12.01 | Lausanne UC             | 0:3   | Stade Poitevin Poitiers | 20:25, 15:25, 22:25 |

Tabela
| Lp. | Drużyna                 | Pkt | Mecze | Mecze | Mecze | Sety | Sety | Sety  | Małe punkty | Małe punkty | Małe punkty |
| Lp. | Drużyna                 | Pkt | M     | W     | P     | wyg. | prz. | ratio | zdob.       | str.        | ratio       |
| --- | ----------------------- | --- | ----- | ----- | ----- | ---- | ---- | ----- | ----------- | ----------- | ----------- |
| 1   | Stade Poitevin Poitiers | 6   | 3     | 3     | 0     | 9    | 0    | MAX   | 225         | 171         | 1.316       |
| 2   | Lausanne UC             | 5   | 3     | 2     | 1     | 6    | 3    | 2.000 | 207         | 189         | 1.095       |
| 3   | VK PU Prešov            | 4   | 3     | 1     | 2     | 3    | 6    | 0.500 | 189         | 192         | 0.984       |
| 4   | Volley 80 Pétange       | 3   | 3     | 0     | 3     | 0    | 9    | 0.000 | 156         | 225         | 0.693       |

#### Turniej 6
Kapelle
Wyniki
| Data     | Drużyna 1                      | Wynik | Drużyna 2                      | Sety                              |
| -------- | ------------------------------ | ----- | ------------------------------ | --------------------------------- |
| 07.12.01 | Lokomotiw-Biełogorje Biełgorod | 3:0   | Esmoriz GC                     | 25:17, 25:15, 25:20               |
| 07.12.01 | Poliurs Ozolnieki              | 0:3   | Alcom Capelle                  | 10:25, 20:25, 14:25               |
| 08.12.01 | Poliurs Ozolnieki              | 0:3   | Lokomotiw-Biełogorje Biełgorod | 17:25, 21:25, 18:25               |
| 08.12.01 | Alcom Capelle                  | 3:0   | Esmoriz GC                     | 25:17, 25:15, 25:18               |
| 09.12.01 | Esmoriz GC                     | 3:2   | Poliurs Ozolnieki              | 17:25, 28:30, 25:16, 25:15, 15:12 |
| 09.12.01 | Lokomotiw-Biełogorje Biełgorod | 3:0   | Alcom Capelle                  | 25:20, 25:17, 25:20               |

Tabela
| Lp. | Drużyna                        | Pkt | Mecze | Mecze | Mecze | Sety | Sety | Sety  | Małe punkty | Małe punkty | Małe punkty |
| Lp. | Drużyna                        | Pkt | M     | W     | P     | wyg. | prz. | ratio | zdob.       | str.        | ratio       |
| --- | ------------------------------ | --- | ----- | ----- | ----- | ---- | ---- | ----- | ----------- | ----------- | ----------- |
| 1   | Lokomotiw-Biełogorje Biełgorod | 6   | 3     | 3     | 0     | 9    | 0    | MAX   | 225         | 165         | 1.364       |
| 2   | Alcom Capelle                  | 5   | 3     | 2     | 1     | 6    | 3    | 2.000 | 207         | 169         | 1.225       |
| 3   | Esmoriz GC                     | 4   | 3     | 1     | 2     | 3    | 8    | 0.375 | 212         | 248         | 0.855       |
| 4   | Poliurs Ozolnieki              | 3   | 3     | 0     | 3     | 2    | 9    | 0.222 | 198         | 260         | 0.762       |

#### Turniej 7
Myjava
Wyniki
| Data     | Drużyna 1            | Wynik | Drużyna 2            | Sety                       |
| -------- | -------------------- | ----- | -------------------- | -------------------------- |
| 07.12.01 | Chance Odolena Voda  | 0:3   | AO Orestiada         | 21:25, 22:25, 23:25        |
| 07.12.01 | VO TJ Spartak Myjava | 1:3   | ESS Falck Pärnu      | 28:30, 25:23, 20:25, 21:25 |
| 08.12.01 | ESS Falck Pärnu      | 3:0   | AO Orestiada         | 25:21, 25:23, 25:15        |
| 08.12.01 | VO TJ Spartak Myjava | 3:1   | Chance Odolena Voda  | 21:25, 25:22, 25:17, 25:18 |
| 09.12.01 | Chance Odolena Voda  | 0:3   | ESS Falck Pärnu      | 22:25, 15:25, 20:25        |
| 09.12.01 | AO Orestiada         | 0:3   | VO TJ Spartak Myjava | 20:25, 19:25, 23:25        |

Tabela
| Lp. | Drużyna              | Pkt | Mecze | Mecze | Mecze | Sety | Sety | Sety  | Małe punkty | Małe punkty | Małe punkty |
| Lp. | Drużyna              | Pkt | M     | W     | P     | wyg. | prz. | ratio | zdob.       | str.        | ratio       |
| --- | -------------------- | --- | ----- | ----- | ----- | ---- | ---- | ----- | ----------- | ----------- | ----------- |
| 1   | ESS Falck Pärnu      | 6   | 3     | 3     | 0     | 9    | 1    | 9.000 | 253         | 210         | 1.205       |
| 2   | VO TJ Spartak Myjava | 5   | 3     | 2     | 1     | 7    | 4    | 1.750 | 265         | 247         | 1.073       |
| 3   | AO Orestiada         | 4   | 3     | 1     | 2     | 3    | 6    | 0.500 | 196         | 216         | 0.907       |
| 4   | Chance Odolena Voda  | 3   | 3     | 0     | 3     | 1    | 9    | 0.111 | 205         | 246         | 0.833       |

#### Turniej 8
Sarajewo
Wyniki
| Data     | Drużyna 1             | Wynik | Drużyna 2             | Sety                              |
| -------- | --------------------- | ----- | --------------------- | --------------------------------- |
| 07.12.01 | OK Sinpos Sarajewo    | 3:0   | Holte IF              | 25:22, 25:13, 25:21               |
| 07.12.01 | Erdemirspor           | 3:2   | CSKA Royal Cake Sofia | 25:22, 21:25, 20:25, 25:16, 15:13 |
| 08.12.01 | OK Sinpos Sarajewo    | 0:3   | Erdemirspor           | 26:28, 18:25, 22:25               |
| 08.12.01 | Holte IF              | 0:3   | CSKA Royal Cake Sofia | 13:25, 20:25, 20:25               |
| 09.12.01 | Erdemirspor           | 3:0   | Holte IF              | 25:15, 25:16, 25:14               |
| 09.12.01 | CSKA Royal Cake Sofia | 3:0   | OK Sinpos Sarajewo    | 25:17, 25:21, 25:16               |

Tabela
| Lp. | Drużyna               | Pkt | Mecze | Mecze | Mecze | Sety | Sety | Sety  | Małe punkty | Małe punkty | Małe punkty |
| Lp. | Drużyna               | Pkt | M     | W     | P     | wyg. | prz. | ratio | zdob.       | str.        | ratio       |
| --- | --------------------- | --- | ----- | ----- | ----- | ---- | ---- | ----- | ----------- | ----------- | ----------- |
| 1   | Erdemirspor           | 6   | 3     | 3     | 0     | 9    | 2    | 4.500 | 259         | 212         | 1.222       |
| 2   | CSKA Royal Cake Sofia | 5   | 3     | 2     | 1     | 8    | 3    | 2.667 | 251         | 213         | 1.178       |
| 3   | OK Sinpos Sarajewo    | 4   | 3     | 1     | 2     | 3    | 6    | 0.500 | 195         | 209         | 0.933       |
| 4   | Holte IF              | 3   | 3     | 0     | 3     | 0    | 9    | 0.000 | 154         | 225         | 0.684       |

#### Turniej 9
Nowy Sad
Wyniki
| Data     | Drużyna 1                  | Wynik | Drużyna 2                  | Sety                              |
| -------- | -------------------------- | ----- | -------------------------- | --------------------------------- |
| 07.12.01 | SCC Berlin                 | 0:3   | Aris Saloniki              | 21:33, 21:25, 22:25               |
| 07.12.01 | Vojvodina Novolin Nowy Sad | 1:3   | Ziraat Bankası             | 25:23, 16:25, 23:25, 18:25        |
| 08.12.01 | SCC Berlin                 | 2:3   | Vojvodina Novolin Nowy Sad | 25:19, 23:25, 25:20, 22:25, 10:15 |
| 08.12.01 | Aris Saloniki              | 0:3   | Ziraat Bankası             | 12:25, 22:25, 20:25               |
| 09.12.01 | Vojvodina Novolin Nowy Sad | 0:3   | Aris Saloniki              | 17:25, 24:26, 22:25               |
| 09.12.01 | Ziraat Bankası             | 0:3   | SCC Berlin                 | 26:28, 23:25, 21:25               |

Tabela
| Lp. | Drużyna                    | Pkt | Mecze | Mecze | Mecze | Sety | Sety | Sety  | Małe punkty | Małe punkty | Małe punkty |
| Lp. | Drużyna                    | Pkt | M     | W     | P     | wyg. | prz. | ratio | zdob.       | str.        | ratio       |
| --- | -------------------------- | --- | ----- | ----- | ----- | ---- | ---- | ----- | ----------- | ----------- | ----------- |
| 1   | Aris Saloniki              | 5   | 3     | 2     | 1     | 6    | 3    | 2.000 | 213         | 212         | 1.005       |
| 2   | Ziraat Bankası             | 5   | 3     | 2     | 1     | 6    | 4    | 1.500 | 243         | 214         | 1.136       |
| 3   | SCC Berlin                 | 4   | 3     | 1     | 2     | 5    | 6    | 0.833 | 257         | 257         | 1.000       |
| 4   | Vojvodina Novolin Nowy Sad | 4   | 3     | 1     | 2     | 4    | 8    | 0.500 | 249         | 279         | 0.892       |

#### Turniej 10
Jarosław
Wyniki
| Data     | Drużyna 1                   | Wynik | Drużyna 2                   | Sety                              |
| -------- | --------------------------- | ----- | --------------------------- | --------------------------------- |
| 07.12.01 | Panathinaikos AO            | 3:2   | KS Ivett Jastrzębie Borynia | 21:25, 25:19, 23:25, 25:23, 15:10 |
| 07.12.01 | Nieftjanik Jarosław         | 3:0   | Studenti Tirani             | 25:10, 25:13, 25:9                |
| 08.12.01 | Studenti Tirani             | 0:3   | KS Ivett Jastrzębie Borynia | 21:25, 22:25, 16:25               |
| 08.12.01 | Nieftjanik Jarosław         | 0:3   | Panathinaikos AO            | 23:25, 23:25, 16:25               |
| 09.12.01 | Panathinaikos AO            | 3:0   | Studenti Tirani             | 25:22, 25:11, 25:15               |
| 09.12.01 | KS Ivett Jastrzębie Borynia | 1:3   | Nieftjanik Jarosław         | 22:25, 27:25, 18:25, 18:25        |

Tabela
| Lp. | Drużyna                     | Pkt | Mecze | Mecze | Mecze | Sety | Sety | Sety  | Małe punkty | Małe punkty | Małe punkty |
| Lp. | Drużyna                     | Pkt | M     | W     | P     | wyg. | prz. | ratio | zdob.       | str.        | ratio       |
| --- | --------------------------- | --- | ----- | ----- | ----- | ---- | ---- | ----- | ----------- | ----------- | ----------- |
| 1   | Panathinaikos AO            | 6   | 3     | 3     | 0     | 9    | 2    | 4.500 | 259         | 212         | 1.222       |
| 2   | Nieftjanik Jarosław         | 5   | 3     | 2     | 1     | 6    | 4    | 1.500 | 237         | 192         | 1.234       |
| 3   | KS Ivett Jastrzębie Borynia | 4   | 3     | 1     | 2     | 6    | 6    | 1.000 | 262         | 268         | 0.978       |
| 4   | Studenti Tirana             | 3   | 3     | 0     | 3     | 0    | 9    | 0.000 | 139         | 225         | 0.618       |

#### Turniej 11
Zlin
Wyniki
| Data     | Drużyna 1             | Wynik | Drużyna 2             | Sety                       |
| -------- | --------------------- | ----- | --------------------- | -------------------------- |
| 07.12.01 | OK Maribor            | 0:3   | SK Zadruga Aich/Dob   | 23:25, 21:25, 13:25        |
| 07.12.01 | Hapoel Yoav Kfar Saba | 3:1   | VSC Fatra Zlin        | 25:19, 25:23, 19:25, 25:19 |
| 08.12.01 | SK Zadruga Aich/Dob   | 3:1   | VSC Fatra Zlin        | 25:17, 25:23, 22:25, 25:17 |
| 08.12.01 | OK Maribor            | 0:3   | Hapoel Yoav Kfar Saba | 20:25, 14:25, 16:25        |
| 09.12.01 | Hapoel Yoav Kfar Saba | 3:1   | SK Zadruga Aich/Dob   | 25:19, 36:38, 25:16, 25:19 |
| 09.12.01 | VSC Fatra Zlin        | 3:1   | OK Maribor            | 25:27, 25:18, 25:19, 25:20 |

Tabela
| Lp. | Drużyna               | Pkt | Mecze | Mecze | Mecze | Sety | Sety | Sety  | Małe punkty | Małe punkty | Małe punkty |
| Lp. | Drużyna               | Pkt | M     | W     | P     | wyg. | prz. | ratio | zdob.       | str.        | ratio       |
| --- | --------------------- | --- | ----- | ----- | ----- | ---- | ---- | ----- | ----------- | ----------- | ----------- |
| 1   | Hapoel Yoav Kfar Saba | 6   | 3     | 3     | 0     | 9    | 2    | 4.500 | 280         | 228         | 1.228       |
| 2   | SK Zadruga Aich/Dob   | 5   | 3     | 2     | 1     | 7    | 4    | 1.750 | 264         | 250         | 1.056       |
| 3   | VSC Fatra Zlín        | 4   | 3     | 1     | 2     | 5    | 7    | 0.714 | 268         | 275         | 0.975       |
| 4   | OK Maribor            | 3   | 3     | 0     | 3     | 1    | 9    | 0.111 | 191         | 250         | 0.764       |

#### Turniej 12
Brześć
Wyniki
| Data     | Drużyna 1           | Wynik | Drużyna 2           | Sety                              |
| -------- | ------------------- | ----- | ------------------- | --------------------------------- |
| 07.12.01 | Dunaferr SE         | 3:1   | Salon Piivolley     | 26:24, 20:25, 25:23, 25:21        |
| 07.12.01 | Zapadnyj Bug Brześć | 3:2   | Hylte VBK           | 28:30, 25:16, 25:19, 21:25, 15:12 |
| 08.12.01 | Hylte VBK           | 0:3   | Salon Piivolley     | 14:25, 19:25, 18:25               |
| 08.12.01 | Zapadnyj Bug Brześć | 3:1   | Dunaferr SE         | 23:25, 26:24, 25:18, 26:24        |
| 09.12.01 | Dunaferr SE         | 3:0   | Hylte VBK           | 25:17, 25:22, 25:19               |
| 09.12.01 | Salon Piivolley     | 0:3   | Zapadnyj Bug Brześć | 23:25, 23:25, 20:25               |

Tabela
| Lp. | Drużyna             | Pkt | Mecze | Mecze | Mecze | Sety | Sety | Sety  | Małe punkty | Małe punkty | Małe punkty |
| Lp. | Drużyna             | Pkt | M     | W     | P     | wyg. | prz. | ratio | zdob.       | str.        | ratio       |
| --- | ------------------- | --- | ----- | ----- | ----- | ---- | ---- | ----- | ----------- | ----------- | ----------- |
| 1   | Zapadnyj Bug Brześć | 6   | 3     | 3     | 0     | 9    | 3    | 3.000 | 289         | 259         | 1.116       |
| 2   | Dunaferr SE         | 5   | 3     | 2     | 1     | 7    | 4    | 1.750 | 262         | 251         | 1.044       |
| 3   | Salon Piivolley     | 4   | 3     | 1     | 2     | 4    | 6    | 0.667 | 234         | 222         | 1.054       |
| 4   | Hylte VBK           | 3   | 3     | 0     | 3     | 2    | 9    | 0.222 | 211         | 264         | 0.799       |

## Faza finałowa

### 1/8 finału
| Data       | Drużyna 1                         | Wynik | Drużyna 2                         | Sety                             |
| ---------- | --------------------------------- | ----- | --------------------------------- | -------------------------------- |
| 11.01.2002 | VC Go Pass Brabant Lennik         | 3:0   | Hapoel Yoav Kfar Saba             | 25:22, 25:19, 25:18              |
| 12.01.2002 | Hapoel Yoav Kfar Saba             | 0:3   | VC Go Pass Brabant Lennik         | 11:25, 16:25, 19:25              |
|            |                                   |       |                                   |                                  |
| 09.01.2002 | Stade Poitevin Poitiers           | 3:1   | Tourcoing LM                      | 23:25, 25:22, 25:13, 26:24       |
| 16.01.2002 | Tourcoing LM                      | 1:3   | Stade Poitevin Poitiers           | 20:25, 25:16, 24:26, 21:25       |
|            |                                   |       |                                   |                                  |
| 09.01.2002 | Erdemirspor                       | 3:0   | Zapadnyj Bug Brześć               | 25:18, 25:13, 25:17              |
| 17.01.2002 | Zapadnyj Bug Brześć               | 1:3   | Erdemirspor                       | 18:25, 25:21, 22:25, 20:25       |
|            |                                   |       |                                   |                                  |
| 09.01.2002 | Lokomotiw-Biełogorje Biełgorod    | 3:1   | Casa Modena Salumi                | 25:18, 18:25, 25:18, 25:20       |
| 16.01.2002 | Casa Modena Salumi                | 0:3   | Lokomotiw-Biełogorje Biełgorod    | 22:25, 21:25, 22:25              |
|            |                                   |       |                                   |                                  |
| 09.01.2002 | Asystel Mediolan                  | 3:0   | CV Guagas Las Palmas Gran Canaria | 25:23, 25:22, 25:13              |
| 16.01.2002 | CV Guagas Las Palmas Gran Canaria | 0:3   | Asystel Mediolan                  | 22:25, 16:25, 17:25              |
|            |                                   |       |                                   |                                  |
| 08.01.2002 | Panathinaikos AO                  | 3:0   | Amber Antwerpen                   | 25:16, 25:21, 25:21              |
| 16.01.2002 | Amber Antwerpen                   | 2:3   | Panathinaikos AO                  | 15:25, 25:17, 18:25, 25:23, 9:15 |
|            |                                   |       |                                   |                                  |
| 09.01.2002 | Aris Saloniki                     | 3:1   | Iskra Odincowo                    | 25:20, 16:25, 26:24, 25:16       |
| 15.01.2002 | Iskra Odincowo                    | 3:1   | Aris Saloniki                     | 23:25, 25:23, 25:16, 25:21       |
|            |                                   |       |                                   |                                  |
| 09.01.2002 | ESS Falck Pärnu                   | 0:3   | Noicom BreBanca Cuneo             | 20:25, 17:25, 21:25              |
| 16.01.2002 | Noicom BreBanca Cuneo             | 3:0   | ESS Falck Pärnu                   | 25:21, 35:33, 25:18              |

#### Ćwierćfinały
| Data       | Drużyna 1                      | Wynik | Drużyna 2                      | Sety                              |
| ---------- | ------------------------------ | ----- | ------------------------------ | --------------------------------- |
| 06.02.2002 | VC Go Pass Brabant Lennik      | 3:2   | Stade Poitevin Poitiers        | 19:25, 25:23, 25:27, 26:24, 15:9  |
| 13.02.2002 | Stade Poitevin Poitiers        | 3:1   | VC Go Pass Brabant Lennik      | 25:22, 25:23, 22:25, 26:24        |
|            |                                |       |                                |                                   |
| 06.02.2002 | Erdemirspor                    | 2:3   | Lokomotiw-Biełogorje Biełgorod | 30:28, 25:22, 23:25, 26:28, 16:18 |
| 13.02.2002 | Lokomotiw-Biełogorje Biełgorod | 3:0   | Erdemirspor                    | 25:12, 25:22, 25:17               |
|            |                                |       |                                |                                   |
| 06.02.2002 | Asystel Mediolan               | 3:1   | Panathinaikos AO               | 25:21, 25:23, 20:25, 25:21        |
| 13.02.2002 | Panathinaikos AO               | 2:3   | Asystel Mediolan               | 23:25, 25:23, 25:23, 21:25, 12:15 |
|            |                                |       |                                |                                   |
| 07.02.2002 | Iskra Odincowo                 | 3:1   | Noicom BreBanca Cuneo          | 25:23, 29:27, 20:25, 25:22        |
| 13.02.2002 | Noicom BreBanca Cuneo          | 3:0   | Iskra Odincowo                 | 25:23, 25:23, 25:20               |

#### Turniej finałowy

##### Półfinały
| Data       | Drużyna 1               | Wynik | Drużyna 2                      | Sety                       |
| ---------- | ----------------------- | ----- | ------------------------------ | -------------------------- |
| 09.03.2002 | Stade Poitevin Poitiers | 1:3   | Lokomotiw-Biełogorje Biełgorod | 25:23, 17:25, 17:25, 14:25 |
| 09.03.2002 | Asystel Mediolan        | 0:3   | Noicom BreBanca Cuneo          | 19:25, 23:25, 17:25        |

##### Mecz o 3. miejsce
| Data       | Drużyna 1               | Wynik | Drużyna 2        | Sety                       |
| ---------- | ----------------------- | ----- | ---------------- | -------------------------- |
| 10.03.2002 | Stade Poitevin Poitiers | 1:3   | Asystel Mediolan | 20:25, 15:25, 25:23, 22:25 |

##### Finał
| Data       | Drużyna 1                      | Wynik | Drużyna 2             | Sety                       |
| ---------- | ------------------------------ | ----- | --------------------- | -------------------------- |
| 10.03.2002 | Lokomotiw-Biełogorje Biełgorod | 1:3   | Noicom BreBanca Cuneo | 18:25, 25:21, 29:31, 21:25 |

## Klasyfikacja końcowa
| Miejsce | Drużyna                        |
| ------- | ------------------------------ |
| złoto   | Noicom BreBanca Cuneo          |
| srebro  | Lokomotiw-Biełogorje Biełgorod |
| brąz    | Asystel Mediolan               |
| 4.      | Stade Poitevin Poitiers        |